# Lintiba
Lintiba est une commune rurale située dans le département de Bassi de la province du Zondoma dans la région Nord au Burkina Faso.

## Histoire
Le village de possède un chef coutumier qui dépend du Naaba Kiiba, roi du Yatenga, installé à Ouahigouya.

### Chefferie couturmière
- Naaba Kougri (-2018)[2]
- Naaba Belemwendé (depuis 2019)[2]

## Santé et éducation
Le centre de soins le plus proche de Lintiba est le centre de santé et de promotion sociale (CSPS) de Bassi tandis que le centre médical se trouve à Gourcy.